# Roger de Piles
Roger de Piles (ur. 7 października 1635 w Clamecy, zm. 5 kwietnia 1709 w Paryżu) – francuski pisarz, teoretyk sztuki i malarz;
Dzięki pracy w korpusie dyplomatycznym miał okazję odwiedzić wiele ważnych ośrodków sztuki europejskiej; w 1682 r. pełnił funkcje ambasadora dworu francuskiego w Wenecji; odbył także podróże dyplomatyczne do Portugalii oraz do protestanckich krajów takich jak Szwecja i Holandia (w 1692 r.); w 1699 r. został przyjęty w poczet członków Królewskiej Akademii Malarstwa i Rzeźby (fr. Académie Royale de Peinture et de Sculpture); po wstąpieniu do akademii napisał kilka ważnych prac teoretycznych; w sporze między akademikami (tzw. poussinistami) promującymi tendencje klasycyzujące a kolorystami barokowymi (rubensistami) poparł stanowisko tych drugich dzięki czemu w XVIII w. przeważyła w malarstwie francuskim tendencja kolorystyczna.
Roger de Piles bardzo wysoko cenił twórczość Rubensa oraz sztukę holenderskiego baroku w ogóle, gdyż ta nie stroniła od tematów takich jak pejzaż czy martwa natura, które nie były powszechnie akceptowane przez odbiorców francuskich; zdaniem de Piles'a zadaniem malarstwa jest sprawianie odbiorcom przyjemności, zaś istotą malarstwa jest naśladowanie przedmiotów widzialnych.
Ważniejsze pisma:
- De Arte Graphica (1668) (tłumaczenie z łaciny na francuski dzieła Charles'a Alphonse'a Du Fresnoy's z posłowiem Rogera de Piles);
- Dialogue sur le coloris (1673);
- Le Cabinet de Monseigneur le Duc de Richelieu (1676);
- Lettre d'un français à un gentilhomme flamand (1676);
- Conversations sur la connaissance de la peinture... (1677);
- La Vie de Rubens (1681);
- Dissertation sur les ouvrages de plus fameux peintres (1681);
- L'Abrégé de la vie des peintres (1699);
- Cours de peinture par principes avec un balance de peintres (1708).